# Liste des aéroports les plus fréquentés en Afrique
Cet article dresse les classements des 20 aéroports en Afrique ayant le plus important nombre annuel de passagers. Les chiffres cumulent les passagers au départ, à l'arrivée et en transit. 
Les sources des chiffres sont données individuellement pour chaque aéroport et proviennent normalement des statistiques de l'autorité nationale de l'aviation, sinon de celles de l'opérateur de l'aéroport. 

## En graphique
Pour des raisons techniques, il est temporairement impossible d'afficher le graphique qui aurait dû être présenté ici.

Voir la requête brute et les sources sur Wikidata.

## Statistiques 2017
|    | Pays               | Aéroport                                         | Ville                      | Passagers 2016 | Passagers 2017 | Évolution 2016-2017 |
| -- | ------------------ | ------------------------------------------------ | -------------------------- | -------------- | -------------- | ------------------- |
| 1  | Afrique du Sud     | Aéroport international OR Tambo                  | Johannesbourg              | 20 803 950     | 21 180 060     | 1,8 %               |
| 2  | Égypte             | Aéroport international du Caire                  | Le Caire                   | 16 468 082     | 15 959 076     | 3,1 %               |
| 3  | Espagne - Canaries | Aéroport de Gran Canaria                         | Las Palmas de Gran Canaria | 12 093 645     | 13 092 117     | 8,2 %               |
| 4  | Éthiopie           | Aéroport international de Bole                   | Addis-Abeba                | 8 730 600      | 12 900 000     | 47,8 %              |
| 5  | Espagne - Canaries | Aéroport de Tenerife-Sud                         | Santa Cruz de Tenerife     | 10 472 404     | 11 249 327     | 7,4 %               |
| 6  | Afrique du Sud     | Aéroport international du Cap                    | Le Cap                     | 10 090 418     | 10 693 063     | 6,0 %               |
| 7  | Maroc              | Aéroport Mohammed-V de Casablanca                | Casablanca                 | 8 616 981      | 9 357 427      | 8,6 %               |
| 8  | Algérie            | Aéroport d'Alger - Houari-Boumédiène             | Alger                      | 7 572 758      | 7 823 634      | 3,3 %               |
| 9  | Kenya              | Aéroport international Jomo-Kenyatta             | Nairobi                    | 7 111 501      | 7 039 175      | 1,0 %               |
| 10 | Nigeria            | Aéroport international Murtala-Muhammed          | Lagos                      | 6 324 847      | 6 367 478      | 0,7 %               |
| 11 | Espagne - Canaries | Aéroport de Fuerteventura                        | Puerto del Rosario         | 5 676 817      | 6 049 401      | 6,6 %               |
| 12 | Tunisie            | Aéroport international de Tunis-Carthage         | Tunis                      | 4 928 438      | 5 691 037      | 15,5 %              |
| 13 | Afrique du Sud     | Aéroport international de Durban                 | Durban                     | 5 192 315      | 5 527 747      | 6,5 %               |
| 14 | Égypte             | Aéroport international de Hurghada               | Hurghada                   | 2 906 907      | 4 730 232      | 62,7 %              |
| 15 | Espagne - Canaries | Aéroport de Tenerife-Nord                        | Santa Cruz de Tenerife     | 4 219 633      | 4 704 863      | 11,5 %              |
| 16 | Maroc              | Aéroport de Marrakech-Ménara                     | Marrakech                  | 3 895 647      | 4 359 865      | 11,9 %              |
| 17 | Maurice            | Aéroport international Sir-Seewoosagur-Ramgoolam | Port-Louis                 | 3 197 308      | 3 588 777      | 12,2 %              |
| 18 | Nigeria            | Aéroport international Nnamdi Azikiwe            | Abuja                      | 4 191 251      | 3 462 830      | 17,4 %              |
| 19 | Portugal - Madère  | Aéroport de Madère                               | Funchal                    | 2 971 725      | 3 377 000      | 13,6 %              |
| 20 | Égypte             | Aéroport international de Charm el-Cheikh        | Charm el-Cheikh            | 1 756 554      | 2 985 035      | 69,3 %              |

## Statistiques 2016
|    | Pays           | Aéroport                                         | Ville         | 2016       |
| -- | -------------- | ------------------------------------------------ | ------------- | ---------- |
| 1  | Afrique du Sud | Aéroport international OR Tambo                  | Johannesbourg | 20 803 950 |
| 2  | Égypte         | Aéroport international du Caire                  | Le Caire      | 16 468 082 |
| 3  | Afrique du Sud | Aéroport international du Cap                    | Le Cap        | 10 090 418 |
| 4  | Éthiopie       | Aéroport international de Bole                   | Addis-Abeba   | 8 730 600  |
| 5  | Maroc          | Aéroport Mohammed-V de Casablanca                | Casablanca    | 8 616 981  |
| 6  | Algérie        | Aéroport d'Alger - Houari-Boumédiène             | Alger         | 7 572 758  |
| 7  | Kenya          | Aéroport international Jomo-Kenyatta             | Nairobi       | 7 111 501  |
| 8  | Nigeria        | Aéroport international Murtala-Muhammed          | Lagos         | 6 324 847  |
| 9  | Afrique du Sud | Aéroport international de Durban                 | Durban        | 5 192 315  |
| 10 | Tunisie        | Aéroport international de Tunis-Carthage         | Tunis         | 4 928 438  |
| 11 | Nigeria        | Aéroport international Nnamdi Azikiwe            | Abuja         | 4 191 251  |
| 12 | Maroc          | Aéroport de Marrakech-Ménara                     | Marrakech     | 3 895 647  |
| 13 | Maurice        | Aéroport international Sir-Seewoosagur-Ramgoolam | Port-Louis    | 3 197 308  |
| 14 | Soudan         | Aéroport international de Khartoum               | Khartoum      | 3 142 751  |
| 15 | Égypte         | Aéroport international de Hurghada               | Hurghada      | 2 906 907  |
| 16 | Égypte         | Aéroport international de Borg El Arab           | Alexandrie    | 2 642 059  |
| 17 | Tanzanie       | Aéroport international Julius-Nyerere            | Dar es Salam  | 2 469 356  |
| 18 | Ghana          | Aéroport international de Kotoka                 | Accra         | 2 381 917  |
| 20 | Sénégal        | Aéroport international Léopold-Sédar-Senghor     | Dakar         | 1 954 229  |

## Galerie photos

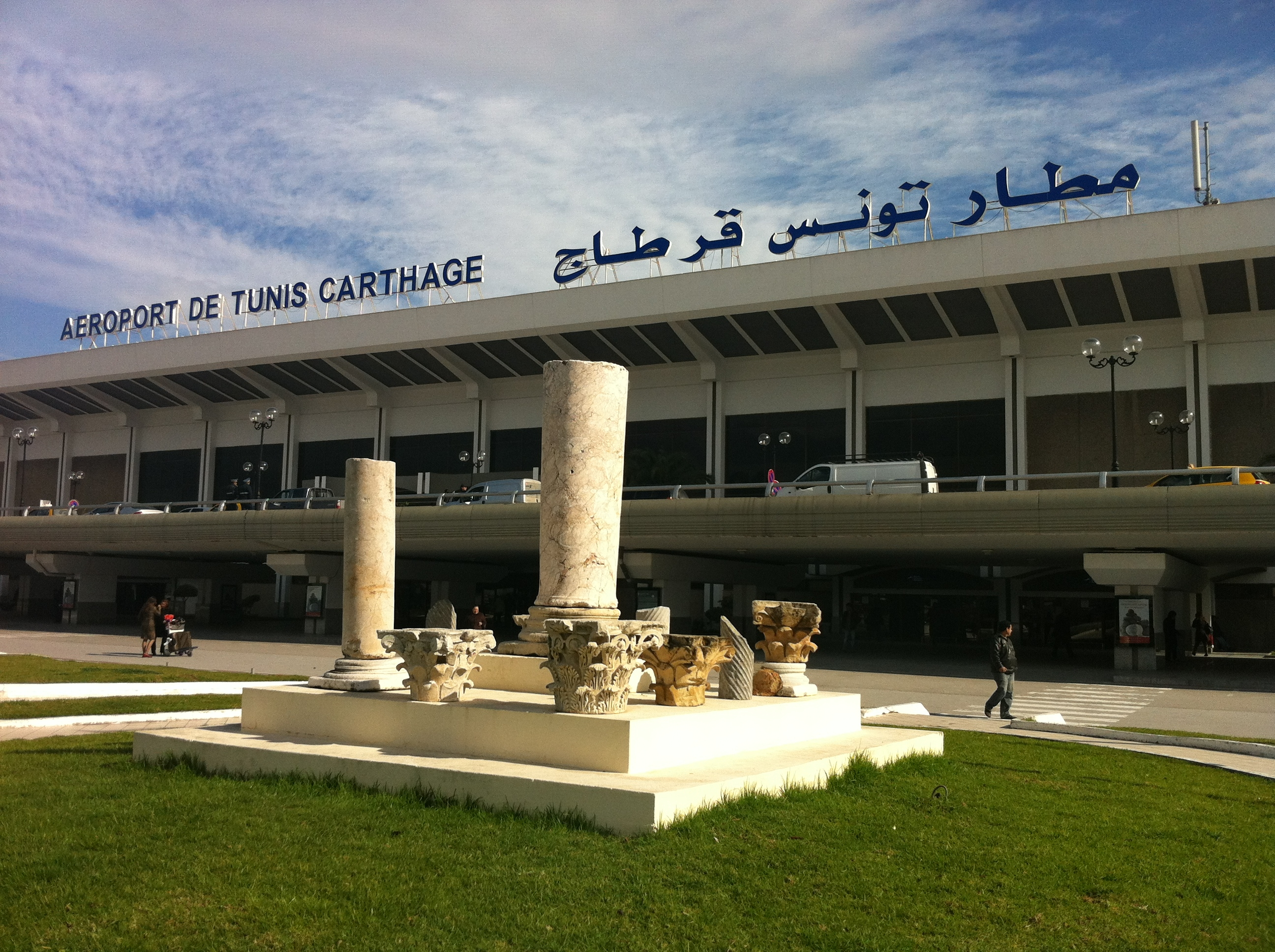
Aéroport international de Tunis-Carthage
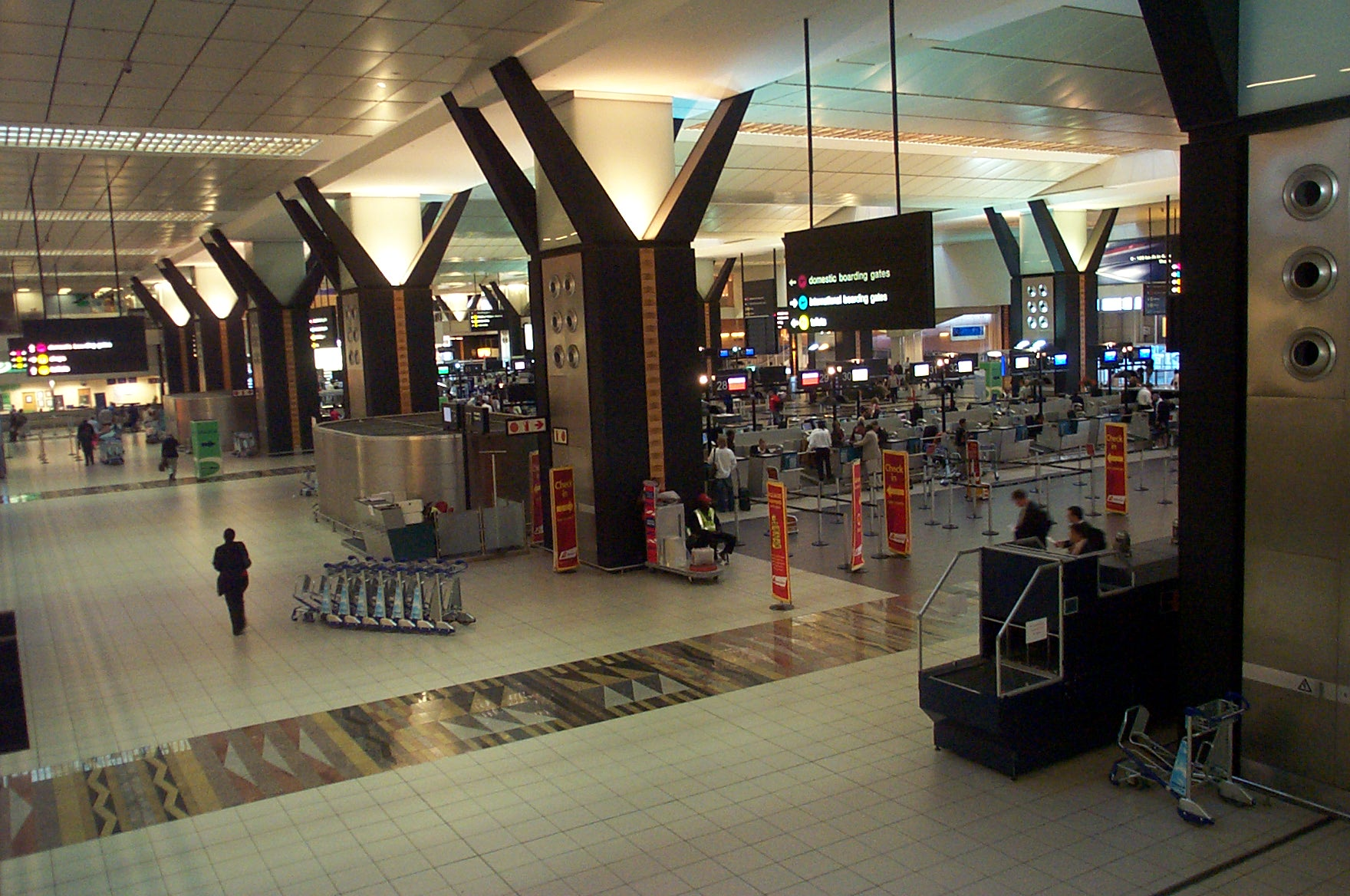
Aéroport international OR Tambo
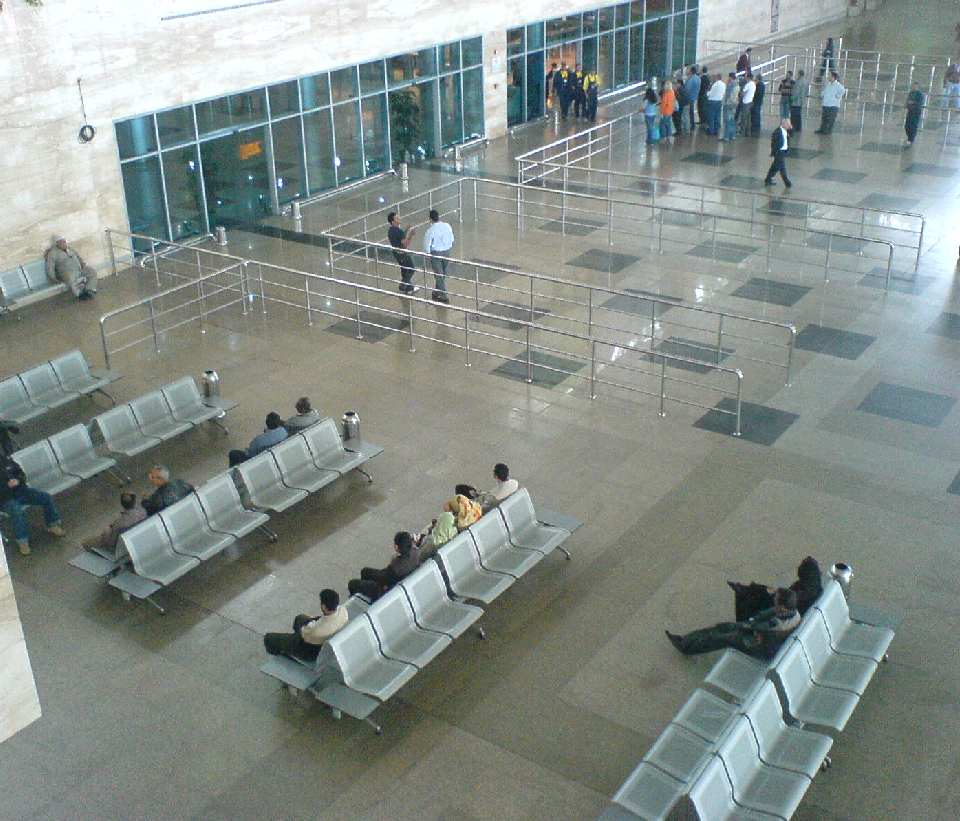
Aéroport international du Caire
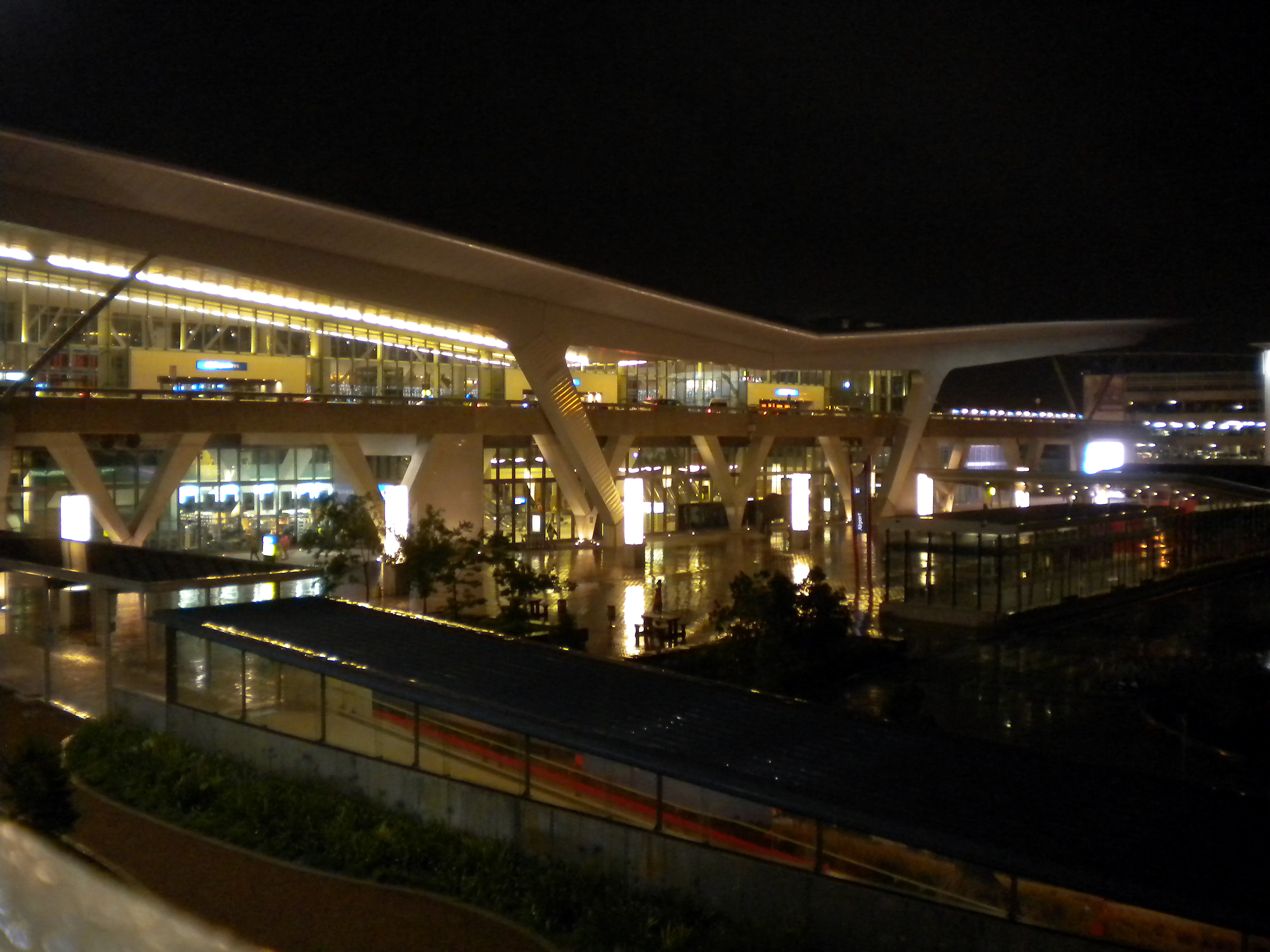
Aéroport international du Cap
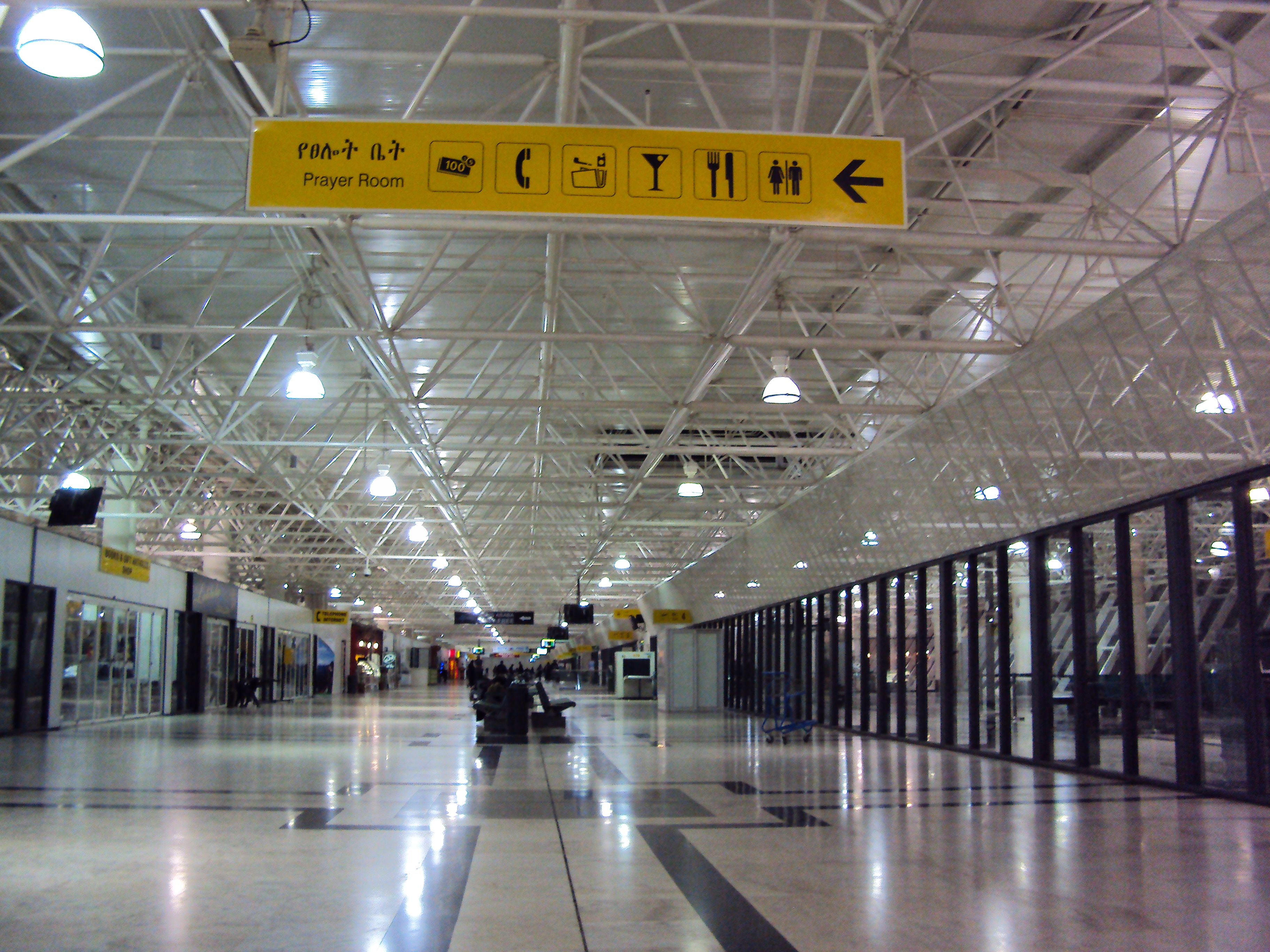
Aéroport international de Bole
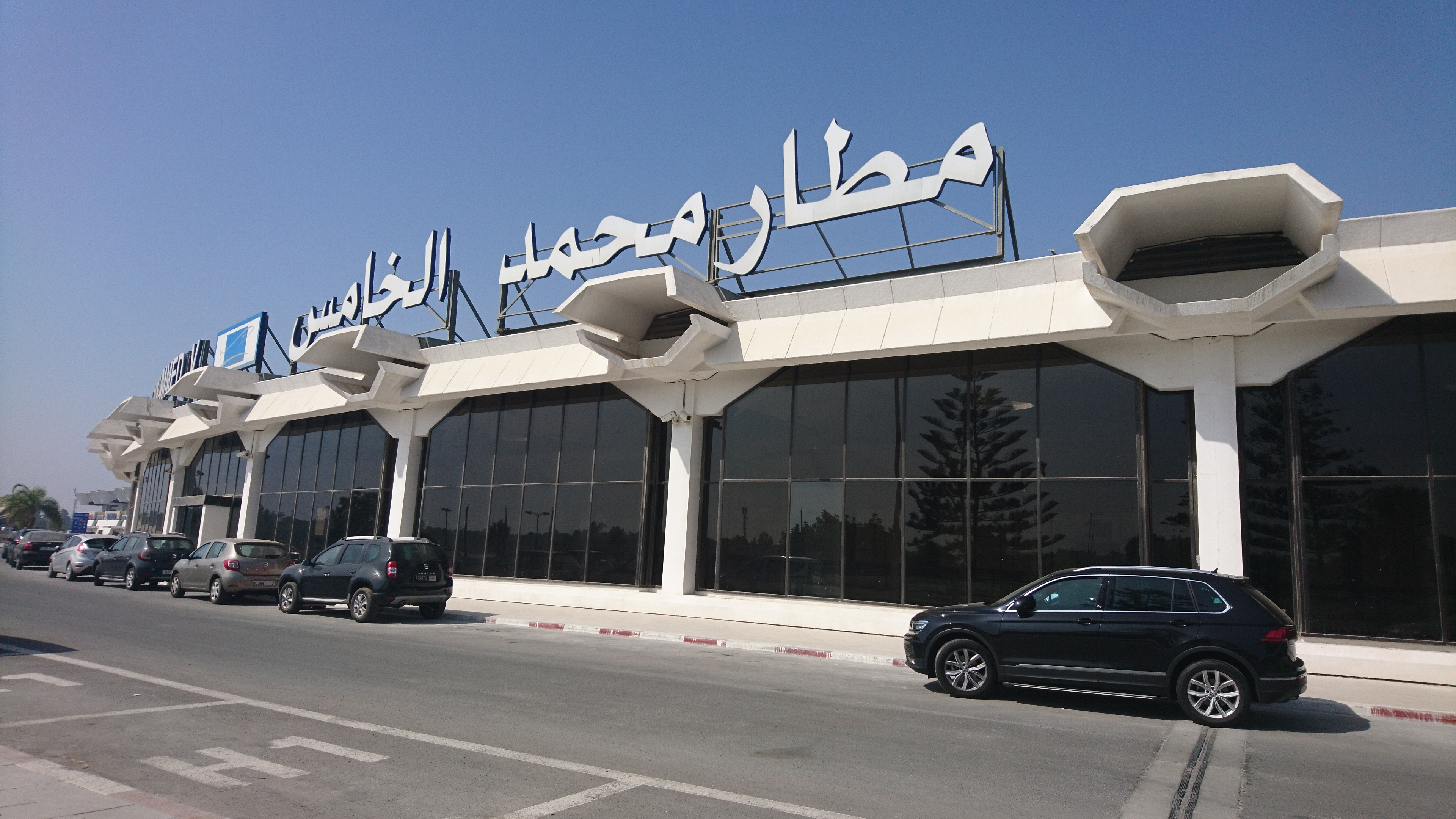
Aéroport Mohammed-V de Casablanca
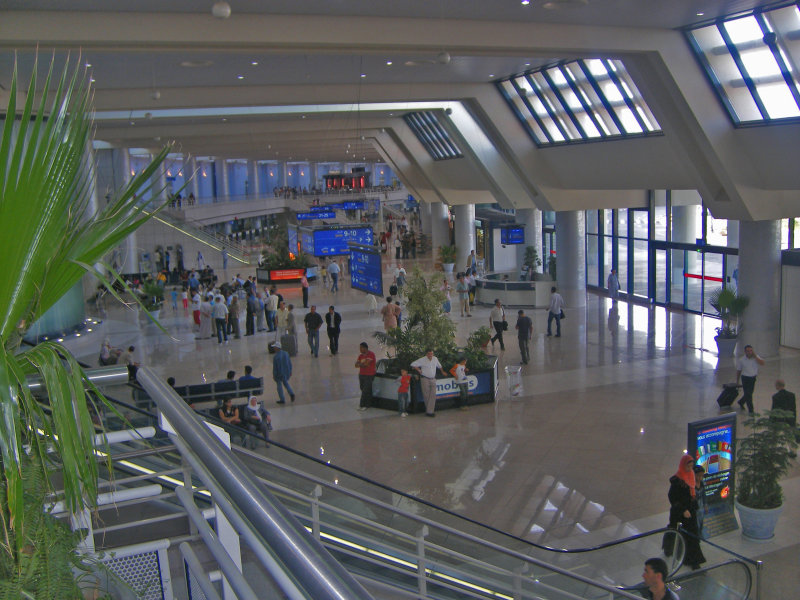
Aéroport d'Alger - Houari-Boumédiène